# Czaar Peterstraat

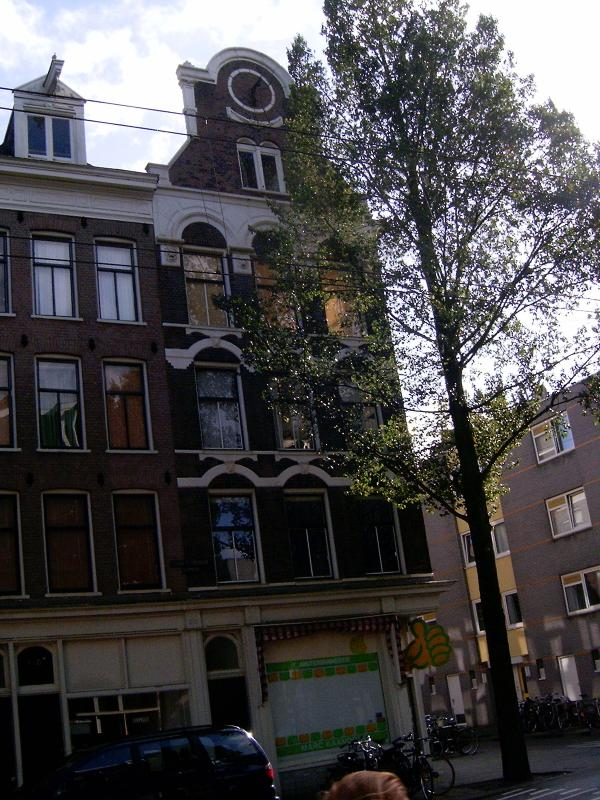
Huis met de Leeuwen bij de kruising met de 1e Leeghwaterstraat

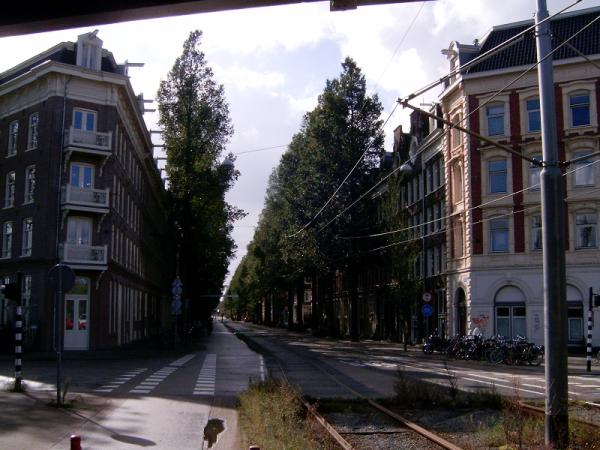
Czaar Peterstraat gezien vanaf de Piet Heinkade

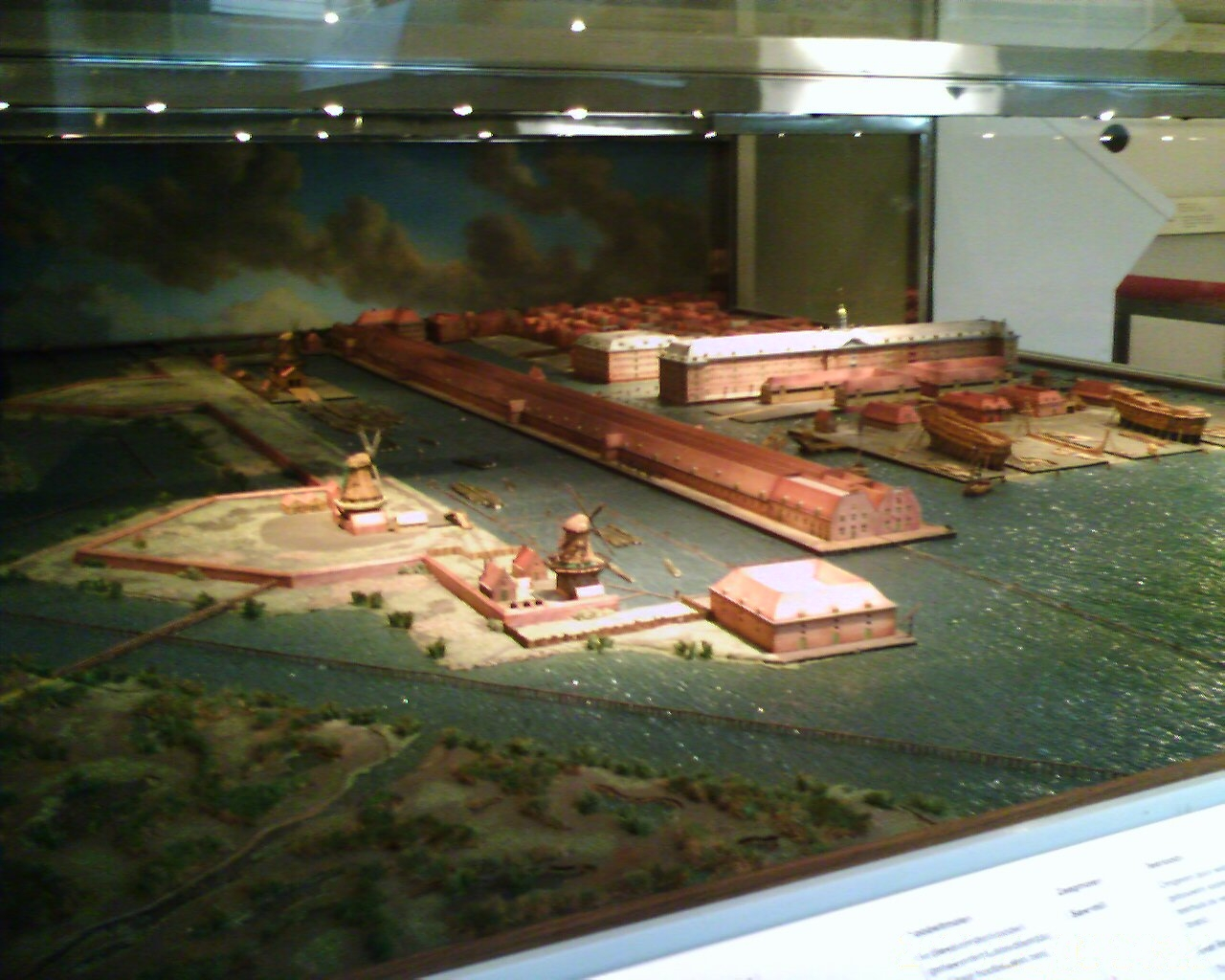
Czaar Peter gebied (Oostenburg) ten tijde van de VOC

De Czaar Peterstraat is een straat in Amsterdam-Centrum. De straat is vernoemd naar tsaar Peter de Grote.
De Czaar Peterstraat wordt aan de zuidkant begrensd door de Oostenburgergracht en aan de noordkant door de Piet Heinkade. De zijstraten van de Czaar Peterstraat zijn: Cruquiusstraat, Eerste Leeghwaterstraat, Tweede Leeghwaterstraat en Lijndenstraat. De wijk rond de straat heet Czaar Peterbuurt.
De Czaar Peterstraat maakt deel uit van de binnenring, die via de Sarphatistraat, de Weteringschans en de Marnixstraat loopt naar het Haarlemmerplein.

## Geschiedenis
De Oostelijke Eilanden werden aangelegd in de tweede helft van de 17e eeuw. Hier waren veel scheepswerven, onder andere van de Admiraliteit van Amsterdam en de Vereenigde Oostindische Compagnie. Het gebied waarin de Czaar Peterstraat werd aangelegd ligt werd in 1663 in het IJ aangeplempt. Hier bevonden zich toen de lijnbanen van de VOC waar de touwen voor de Compagnie werden gedraaid. Op de noordelijke punt van de latere Czaar Peterstraat was de Keerweer, het punt waar de schepen keerden.
Nabij de Czaar Peterbuurt lag tot de 19e eeuw het bolwerk De Funen. Bij graafwerkzaamheden werden enkele jaren geleden restanten van de fundering teruggevonden.
Er waren diverse windmolens in deze omgeving. De laatst overgebleven molen was de cacaomolen ‘De Goede Verwachting’, die in 1906 werd afgebroken om plaats te maken voor huizenbouw.
De eerste woningbouw in deze buurt stamt uit het laatste kwart van de 19e eeuw. Een voorbeeld hiervan waren de Dubbeltjespanden.
In de Czaar Peterstraat ligt ook de oorsprong van de metaal- en havenbonden van de vroegere NVV en gingen de eerste stakers de straat op.

## 21e eeuw
In het laatste kwart van de 20e verloederde de buurt rondom de Czaar Peterstraat; de huizen waren slecht onderhouden en voldeden niet meer aan de moderne eisen. Er werd op grote schaal gesaneerd, verkrotte huizen gingen tegen de vlakte en werden vervangen door nieuwbouw, met woningen die aan de moderne eisen voldeden. Er zijn winkeltjes, ateliers, bedrijfjes in de creatieve sector en koffietentjes gevestigd. Nadeel was dat sociale woningbouw (kleine woningen) verdween ten faveure van grotere en duurdere huur- en koopwoningen, winkels en ook cafés en een restaurant.

## Gebouwen
In het zuidelijke deel van de Czaar Peterstraat lagen de karakteristieke Dubbeltjespanden. Deze werden in 2006 gesloopt. Op die plek verrees nieuwbouw. Opvallend binnen de oorspronkelijke bouw is het Huis met de Leeuwen op 108, zo genoemd omdat de gevel vier leeuwenkoppen bevat.

## Openbaar vervoer

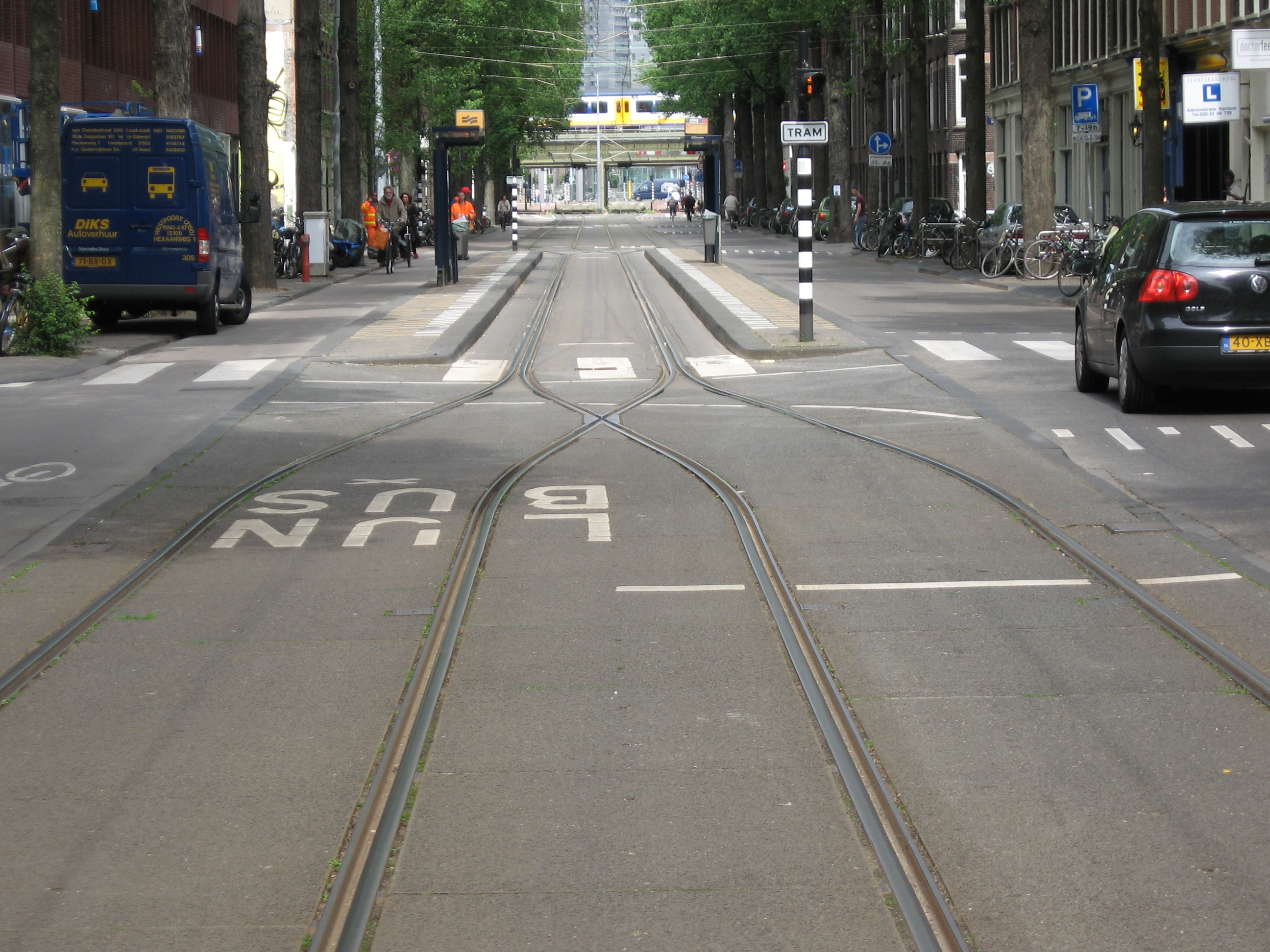
Kort stukje strengelspoor bij een tramhalte in de Czaar Peterstraat.

Door de Czaar Peterstraat rijdt sinds mei 2004 weer een tram. Dit was tramlijn 10 die de straat verbond met het Azartplein enerzijds en de Van Hallstraat anderzijds. Op 22 juli 2018 werd lijn 10 opgeheven en hier vervangen door tramlijn 7.
Vanaf 1884 was er een paardentramverbinding met het Kadijksplein. Het vroegere remise- en stalgebouw aan de Tweede Leeghwaterstraat 5 staat er nog en is gemeentelijk monument. In 1906 werd deze lijn geëlektrificeerd en verlengd naar het Centraal Station en kreeg het lijnnummer 13. Vanaf 1932 nam tramlijn 19 zijn plaats in. Deze tramlijn werd in 1938 door een busdienst met hetzelfde nummer vervangen waarmee de Oostelijke Eilanden hun tramverbinding verloren. In 1951 werd buslijn 19 verletterd in buslijn M om in 1968 weer vercijferd te worden in buslijn 6. Deze lijn werd in 1973 weer vernummerd in buslijn 29 die op zijn beurt in 1983 werd samengevoegd met buslijn 28. Deze lijn werd in 1994 weer samengevoegd met buslijn 32 die tot 2004 in de Czaar Peterstraat reed. Hiermee heeft de Czaar Peterstraat sinds 1884 elf verschillende openbaarvervoerlijnen gekend.
Aan de noordkant van de Czaar Peterstraat loopt sinds 1874 de spoorlijn van Amsterdam Centraal naar station Amsterdam Muiderpoort. Tot in de jaren 1930 lag deze gelijkvloers. In het kader van de spoorwegwerken Oost werd het spoor hooggelegd en kwam aan het eind van de straat een viaduct te liggen. Dit vormt sinds die jaren de grens met het gebied van de Rietlanden, deel van het Oostelijk Havengebied, na vertrek van de scheepvaart een nieuwbouwwijk.

## Wetenswaardigheden
- De eerste serie van Het Blok werd in de Czaar Peterstraat opgenomen.
- De band Tröckener Kecks schreef in 1989 een nummer over de straat.
- Op de hoek met de Oostenburgergracht stond op een peperbus het kunstwerk Mbulu Ngulu van Alexander Schabracq, het geheel werd rond 2019 geplaatst aan de overzijde van de kade van de gracht.
- de naamgever wordt toegelicht in een kleine plaquette bevestigd op complex 59-75
- op de zijgevel van nummer 135 is Ik heb ze lief van Margerite Luitwieler te zien/lezen.
- op het trampperron ter hoogte van de Eerste Leeghwaterstraat bevindt zich een restant van Kunst langs de lijn: Zeven teksten van Loek Grootjans en Rob Moonen.

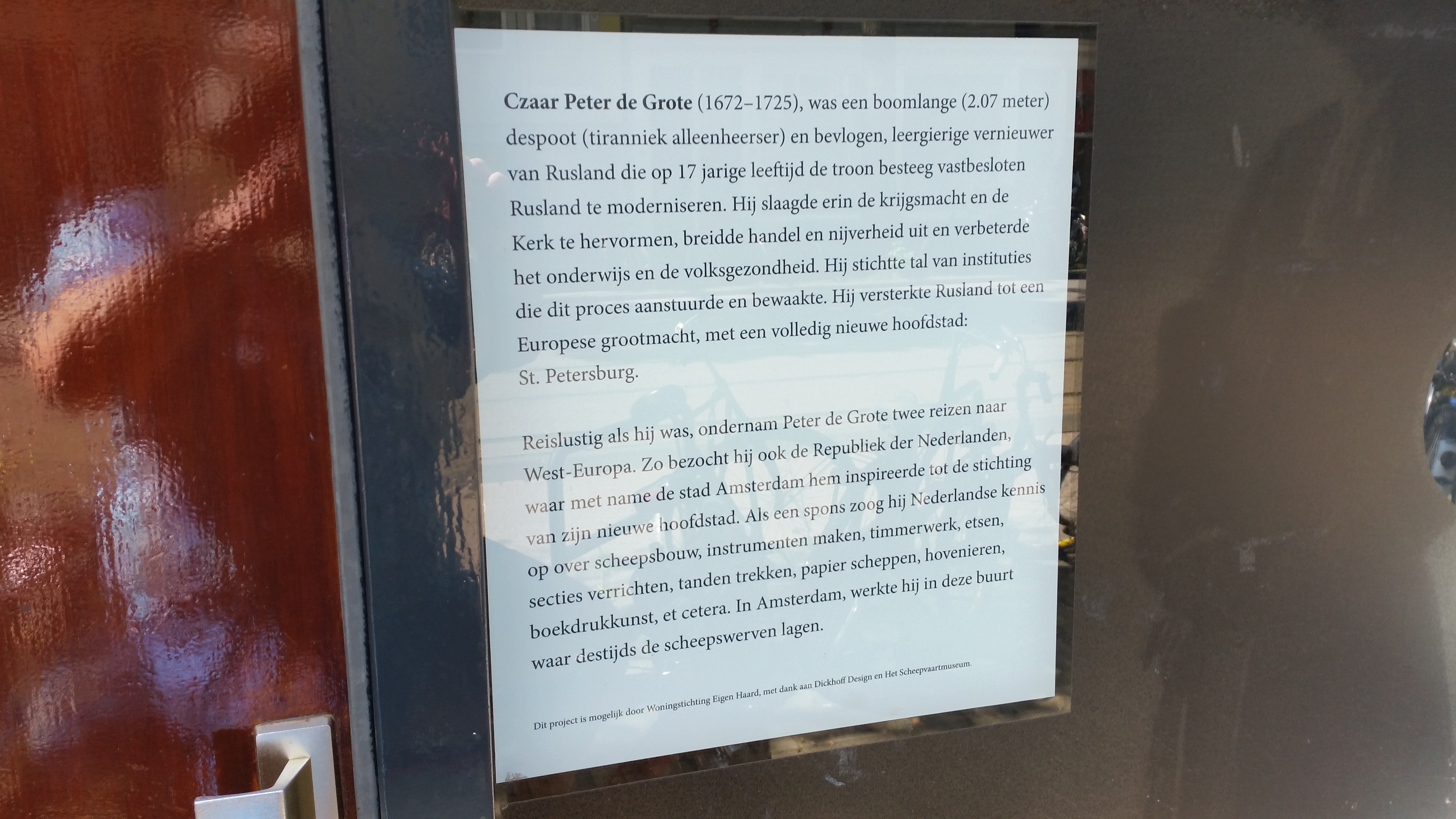
Plaquette over Tsaar Peter (juli 2020)